# Труба дядушки Пита: Трагедия Глориуса Четвёртого
«Труба дядушки Пита: Трагедия Глориуса Четвёртого» — немой короткометражный фильм неизвестного режиссёра. В Байографе значился под номером 2183. Премьера состоялась в июле 1902 года.

## Сюжет
Фильм состоит из двух сцен. Старый джентльмен заходит в магазин и покупает для детей большую партию фейерверков. Он закуривает длинную трубку и идёт домой. Вторая сцена показывает его появление в доме. Старый джентльмен продолжает курить трубку. Вдруг трубка соприкасается с бикфордовым шнуром у фейерверков, и фейерверки взрываются. Соседи сообщают о взрыве полицейскому. Полицейский звонит в больницу, и бедного старика увозят в больницу.
Съёмки проводились в Бронксе 7 июля 1902 года.

## Другие названия
- англ. A Pipe Story — История трубки